# Dorothea Jordan

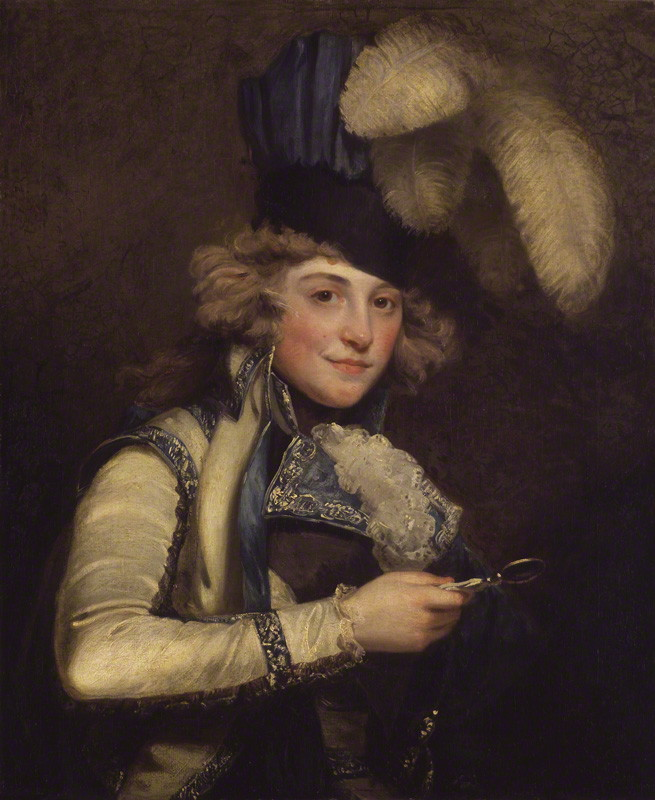
Porträt von John Hoppner

Dorothea Jordan, eigentlich Dorothea Phillips (* 21. November 1761 in London, Großbritannien; † 5. Juli 1816 in Saint-Cloud, Frankreich), war eine irische Schauspielerin und die langjährige Mätresse des späteren britischen Königs Wilhelm IV.

## Leben
Dorothy war das dritte von sechs Kindern des irischen Bühnenarbeiters Francis Bland (1736–1778) mit der Schauspielerin Grace Phillips (um 1740–1789). Ihre Eltern hatte ihren festen Wohnsitz in Waterford, Irland. Ihr Vater, enterbter Sohn des Richters Nathaniel Bland, Gutsherr von Derryquin Castle im County Kerry, verließ 1774 die Familie, heiratete eine Schauspielerin und machte später Karriere bei der British Army. Die Ehe ihrer Eltern galt als unwirksam, da beide Ehepartner bei der Eheschließung minderjährig waren. Ihre Mutter, Tochter eines anglikanischen Vikars aus Wales, brachte sie auf die Bühne, 1777 zunächst in Dublin, ab 1782 in Leeds und anderen Städten in Yorkshire. Sie nahm den Künstlernamen Mrs. Jordan an und hatte eine uneheliche Tochter, Frances Daly (1782–1821), aus einer Beziehung mit dem verheirateten Manager des Theatre Royal in Cork, Richard Daly, die 1807 Thomas Alsop heiratete und ab 1815 ebenfalls Schauspielerin wurde. Es folgten weitere Beziehungen mit Theaterleuten.
1785 hatte Dorothy ihren ersten Auftritt in London. Bis 1809 wirkte sie dort im Ensemble am Theatre Royal Drury Lane, vor allem in Komödien, ab 1811 in Covent Garden. 1786 begann sie eine Affäre mit dem Juristen Sir Richard Ford (1758–1806), aus der sie drei weitere Kinder hatte. Als sie erkannte, dass Ford sie nicht heiraten würde, sah sie sich nach Alternativen um. Mit ihrer Schönheit, ihrem Witz und ihrer Intelligenz bezauberte sie die Herren der Londoner Gesellschaft.

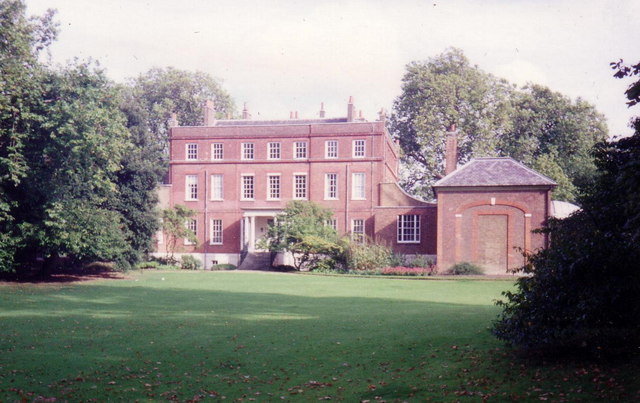
Bushy House

1790 begann sie eine Affäre mit dem Duke of Clarence und späteren König Wilhelm IV. von Großbritannien und wurde im Jahr darauf zu seiner Mätresse. Ihre Kinder gab sie ihrer Schwester Hester in Obhut, die sie in einem Haus in Brompton aufzog, wobei Dorothy und Ford ihr die Mittel dafür zur Verfügung stellten.
Dorothy und William lebten bis zur Trennung 1811 eheähnlich auf Bushy House nahe Hampton Court Palace.
Aus der Liaison gingen zehn Kinder hervor, die den Familiennamen FitzClarence erhielten:
- George FitzClarence, 1. Earl of Munster (1794–1842), ⚭ 1819 Maria Wyndham (1800–1842);
- Henry Edward FitzClarence (1795–1817);
- Lady Sophia FitzClarence (1796–1837), ⚭ 1825 Philip Sidney, 1. Baron De L’Isle and Dudley;
- Lady Mary FitzClarence (1798–1864), ⚭ 1824 Charles Richard Fox, General der British Army;
- Lord Frederick FitzClarence (1799–1854), Lieutenant-General der British Army, ⚭ 1821 Lady Augusta Boyle;
- Lady Elizabeth FitzClarence (1801–1856), ⚭ 1820 William Hay, 18. Earl of Erroll;
- Lord Adolphus FitzClarence (1802–1856), Rear-Admiral der Royal Navy;
- Lady Augusta FitzClarence (1803–1865), ⚭ (1) 1827 Hon. John Kennedy-Erskine, ⚭ (2) 1854 Admiral Lord John Hallyburton;
- Rev. Lord Augustus FitzClarence (1805–1854), anglikanischer Pfarrer von Mapledurham in Oxfordshire, ⚭ 1845 Sarah Gordon;
- Lady Amelia FitzClarence (1807–1858), ⚭ 1830 Lucius Bentinck Cary, 10. Viscount Falkland.

Als sich der Duke 1811 von ihr trennte, erhielt sie das Sorgerecht für die Töchter, während er das für die Söhne übernahm. Sie bekam eine jährliche Apanage unter der Bedingung, nicht auf die Bühne zurückzukehren. Als jedoch einer ihrer Schwiegersöhne 1814 in schwere Verschuldung geriet, trat sie wieder auf. Als William dies erfuhr, ließ er ihr und den Töchtern die Apanage streichen. 1815 entfloh sie vor ihren Gläubigern nach Frankreich und starb dort am 5. Juli 1816 in Saint-Cloud bei Paris in Armut.

## Rezeption
Im Tafelservice berühmter Frauen von Vanessa Bell und Duncan Grant von 1934 ist ihr ein Teller gewidmet.